# اچ‌ام‌اس ریدر (اچ۱۵)
اچ‌ام‌اس ریدر (اچ۱۵) (به انگلیسی: HMS Raider (H15)) یک کشتی بود. این کشتی در سال ۱۹۴۲ ساخته شد.